# Jesús Morillas Fernández
Jesús Morillas Fernández (Madrid, 24 d'agost de 1966) és un exfutbolista espanyol, que ocupava la posició de defensa.
Va militar al Rayo Vallecano entre 1994 i 1996, jugant un partit a primera divisió a l'estadi El Molinón. Abans, entre 1991 i 1994, havia jugat amb el Xerez CD.